# Монастырь Святых Рафаила, Николая и Ирины
Монастырь Святых Рафаила, Николая и Ирины (греч. Ιερά Μονή των Αγίων Ραφαήλ, Νικολάου και Ειρήνης) — православный мужской монастырь в юрисдикции Гуменисской митрополии Элладской православной церкви, расположенный близ села Грива, в семи километрах от города Гуменисса.

## История
Монастырь был основан в 1992 году митрополитом Гуменисским Димитрием (Бекярисом) на сколоне горы Паико на уровне 600 метров над уровнем моря.
Соборный храм освящён в честь святых Рафаила, Николая и Ирины — святых мучеников, пострадавших 1463 году на острове Лесбос. В монастыре также имеются храмы, освящённые в честь святых Жён-мироносиц и в честь Василия Великого.